# دویکوزه
دویکوزه (به لهستانی:  Dwikozy) یک روستا در لهستان است که در گمینا دویکوزه واقع شده‌است. دویکوزه ۲٬۱۰۰ نفر جمعیت دارد.